# Sepiapterina reductasa
La sepiapterina reductasa (SPR) (EC 1.1.1.153) es una enzima que cataliza la reacción final de la síntesis de la tetrahidrobiopterina (BH4) a partir de GTP.
Tetrahidrobiopterina + 2 NADP+ {\displaystyle \rightleftharpoons } 6-piruvoil-5,6,7,8-tetrahidropterina + 2 NADPH
Otras enzimas que participan en la síntesis de la tetrahidrobiopterina son la 6-piruvoiltetrahidropterina sintasa (EC 4.2.3.12) y la GTP ciclohidrolasa I (EC 3.5.4.16). También cataliza la reacción de reducción de la sepiapterina:
7,8-dihidrobiopterina + NADP+ {\displaystyle \rightleftharpoons } sepiapterina + NADPH
La sepiapterina reductasa se presenta como homodímero y su localización celular es el citoplasma.
Los defectos en SPR son causa de la distonía por sensibilidad a la dihidroxifenilalanina. En la mayoría de los casos, los pacientes manifiestan retraso psicomotor progresivo, distonía y espasticidad. Las anomalías cognitivas también son frecuentemente presentes. La enfermedad es debida a deficiencias severas de dopamina y serotonina en el sistema nervioso central causadas por un defecto en la síntesis de BH4.